# Lamain
Lamain est une section de la ville belge de Tournai, située en Wallonie picarde et en Flandre romane dans la province de Hainaut. C'était une commune à part entière avant la fusion des communes de 1977. Bien que n'y étant pas parlé, Lamain se dit en wallon Laman.
La section contient les hameaux de Haudion et de Créplaine. Le premier était à l'origine une dépendance du village de Hertain et le second de Camphin-en-Pévèle (France) mais ils furent intégrés à Lamain lors du remembrement du Tournaisis à la fin de l'Ancien Régime.

## Évolution démographique
- Sources : INS, Rem. : 1831 jusqu'en 1970 = recensements, 1976 = nombre d'habitants au 31 décembre.

## Histoire
La famille de Haudion  va laisser une trace dans l'histoire. Le fief de Haudion va être étroitement lié sur plusieurs générations à celui de Ghibrechies (sur la paroisse de Willemeau).
Vers 1650, Lancelot de Haudion, seigneur de Ghibrechies, est l'époux de Gertrude de Hoensbroeck.
Pierre Ulric de Haudion, fils de Lancelot, seigneur de Ghibrechies et de Wyneghem, épouse en 1654 une descendante de la famille de Tenremonde. Elle lui amène les fiefs de Bachy et du Gars. il meurt en 1666.
Louis Ulric Ermenegilde de Haudion, fils de Pierre Ulric, est baron de Haudion, seigneur de Ghibrechies, de Bachy, de la Catoire, de Pipaix et du Gard. Il fait son testament à Tournai le 26 février 1712, meurt à Tournai en 1712, est inhumé à Beclers. Il épouse Jeanne Hubertine de Warnant, morte en 1712.
Philippe Louis Ulric de Haudion, fils de Louis Ulric Ermenegilde, est baron de Haudion, seigneur de Ghibrechies, la Catoire, Pipaix.
Nicolas Alexandre Antoine de Haudion, baron de Haudion et Ghibrechies, seigneur de Bachy, meurt sans postérité en 1778,.